# Maxar Technologies

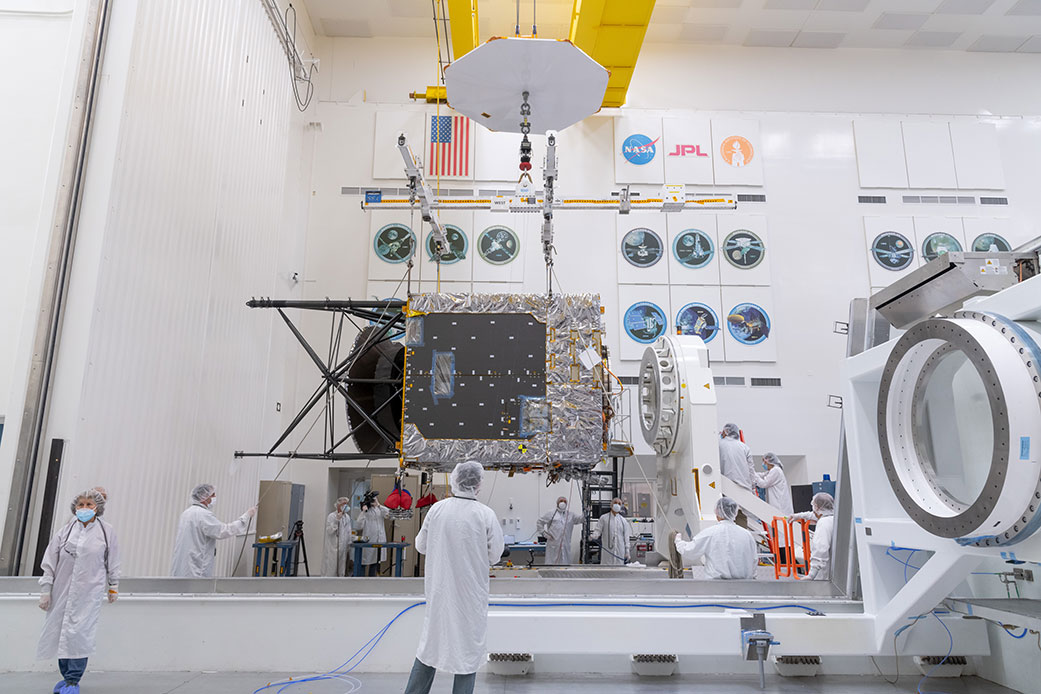
Montaż podwozia z napędem słonecznym dostarczonym przez Maxar do statku kosmicznego NASA Psyche

Maxar Technologies – amerykański koncern technologiczny świadczący usługi pozyskiwania i analizy danych pochodzących z obserwacji Ziemi z przestrzeni kosmicznej.

## Charakterystyka
Przedsiębiorstwo specjalizuje się w budowie satelitów wykonujących zdjęcia Ziemi (dostępnych m.in. w Mapach Google), gromadzi również dane geoprzestrzenne i na ich podstawie tworzy analizy. Jest dostawcą danych dla systemów obronnych i morskich różnych państw, udostępniając technologie i zasoby z zakresu m.in. radarowego obrazowania geoprzestrzennego, robotyki kosmicznej, anten satelitarnych i podsystemów komunikacyjnych. Świadczy usługi dla kontrahentów z obszaru motoryzacyjnego, administracji, mapowania konsumentów, obrony i wywiadu, energetyki, bezpieczeństwa morskiego, rybołówstwa, górnictwa, komunikacji satelitarnej, telekomunikacji. Jest dostawcą danych m.in. dla Rządu Stanów Zjednoczonych.
Koncern powstał na podstawie założonej przez Johna MacDonalda i Verna Dettwilera w 1969 roku w Vancouver firmy MDA. Od tego czasu doszło do następujących przejęć MDA oraz akwizycji firmy – utworzenia przez MDA spółek zależnych (wszystkie kwoty podane w dolarach amerykańskich – USD). W 1993 roku MDA sprzedała swój oddział elektro-optyczny z siedzibą w Richmond w Kanadzie szwajcarskiej firmie private equity, która łączy się z Cymbolic Sciences z siedzibą w Kalifornii. W 1995 roku MDA została przejęta przez Orbital Sciences za 67 milionów dolarów. Rok późnej MDA, będąca już spółką zależną OS, przejmuje spółkę Iotek (dostawcę technologii przetwarzania sygnałów i sonaru dla klientów wojskowych).
W 2000 roku MDA weszło w spółkę joint venture z LandAmerica Financial Group w celu stworzenia LandMDA (dostawcy raportów majątkowych dla pożyczkodawców). W 2001 roku Orbital Sciences sprzedała jednak swoje udziały w MDA. W 2002 roku MDA nabyło Automated Mining Systems of Aurora z Ontario w Kanadzie za 225 000 dolarów. W tym samym roku MDA nabyła firmę Dynacs za 3,1 miliona dolarów (obecnie jako „MDA US Systems, LLC”, z siedzibą w Houston). W 2003 roku MDA przejęła spółkę Millar & Bryce (komercyjnego dostawcę informacji o gruntach w Szkocji), za 21,32 miliona dolarów. W 2004 roku MDA nabyła spółkę Marshall & Swift / Boeckh za 337,8 miliona dolarów. W 2005 roku MDA przejęło spółkę EMS Technologies Canada (wcześniej RCA Canada, która następnie przekształciła się w montrealski oddział SPAR Aerospace), za 8,9 miliona dolarów. Obecnie głównego dostawcy i podwykonawcy. 
W 2006 roku MDA rozszerzyła ofertę na usługi finansowe poprzez przejęcie Mindbox (dostawcy zaawansowanych systemów decyzyjnych do udzielania kredytów hipotecznych), za 12,6 mln dolarów. W 2006 roku MDA przejmuje spółkę XIT2 (z siedzibą w Charlbury w Wielkiej Brytanii), oferującą rozwiązania wymiany informacji dla pożyczkodawców i geodetów oraz innych zewnętrznych dostawców usług. W 2006 roku MDA nabyła spółkę Lyttle & Co. (z siedzibą w Belfaście w Irlandii Północnej), zajmującą się obrotem nieruchomościami. W 2007 roku MDA przejęła Alliance Spacesystems, Inc.(obecnie „Maxar Space Robotics LLC”, z siedzibą w Pasadenie w Kalifornii w USA) 
W 2008 roku MDA ogłasza sprzedaż swoich spółek związanych z systemami informatycznymi i usługami geoprzestrzennymi firmie Alliant Techsystems z siedzibą w Edinie w stanie Minnesota – transakcja miała opiewać aż na 1,325 miliarda dolarów. Jednak 8 maja 2008 roku sprzedaż została zablokowana przez rząd federalny Kanady zgodnie z ustawą Investment Canada Act. W 2011 roku ogłoszono partnera finansującego i klienta inauguracyjnego start pojazdu MDA Space Infrastructure Servicing – stacji tankowania i statku kosmicznego dla satelitów komunikacyjnych na orbicie geosynchronicznej, mającego być pierwszym w kosmosie składem paliwa pędnego w historii lotów kosmicznych. Uruchomienie zostało zaplanowane na 2015 rok. W 2012 roku MDA kupiła spółkę Space Systems/Loral za 875 mln dolarów, czyniąc MDA jedną z wiodących na świecie firm zajmujących się satelitami komunikacyjnymi. W 2014 roku MDA przejmuje linię biznesową firmy Advanced Systems (dawniej ERIM International) oddziału General Dynamics Advanced Information Systems. w 2017 roku MDA kupuje DigitalGlobe, od teraz spółka MDA będzie nazywać się Maxar Technologies z siedzibą w USA. w 2018 roku Maxar przejmuje spółkę Neptec za 32 miliony dolarów. 
W 2020 roku Maxar sprzedaje część MDA konsorcjum inwestorów kanadyjskich pod przewodnictwem Northern Private Capital. Ta sprzedaż obejmuje spółkę MDA US Systems, LLC. z siedzibą w Houston. W 2020 roku Maxar przejmuje spółkę Vricon za 140 milionów dolarów. Vricon jest światowym liderem w dziedzinie danych 3D pochodzących z satelity dla rynków obronnych i wywiadowczych. Od 2017 roku Maxar jest też notowany na nowojorskiej giełdzie i giełdzie w Toronto. W maju 2019 roku Maxar został wybrany jako dostawca zasilania i napędu dla stacji kosmicznej Lunar Gateway, która będzie utrzymywana na orbicie Księżyca przez NASA.
Międzynarodowy rozgłos firma zyskała przed i podczas inwazji Rosji na Ukrainę w lutym 2022 roku, gdy w mediach publikowano szereg zdjęć pochodzących z satelitów Maxara, obrazujących m.in. koncentracje wojsk rosyjskich przy granicy z Ukrainą i późniejsze przemieszczanie się konwojów militarnych w kierunku największych ukraińskich miast.
Siedziba koncernu Maxar mieści się w mieście Westminster w stanie Kolorado w Stanach Zjednoczonych.